# Yaojie Yizu Xiang
Yaojie Yizu Xiang (kinesiska: 腰街, 腰街彝族乡) är en socken i Kina. Den ligger i provinsen Yunnan, i den sydvästra delen av landet, omkring 260 kilometer väster om provinshuvudstaden Kunming.
Genomsnittlig årsnederbörd är 1 029 millimeter. Den regnigaste månaden är juli, med i genomsnitt 243 mm nederbörd, och den torraste är januari, med 10 mm nederbörd.